# Roberto Fiore (político)
Roberto Fiore (Roma, 15 de abril de 1959) es un político fascista italiano y líder del partido Fuerza Nueva. Se identifica a sí mismo como fascista.

## Biografía
Después de que la policía encontrara una gran cantidad de explosivos y armas en una oficina local de la organización política Terza Posizione en la década de 1980, Roberto Fiore emigró al Reino Unido para evitar ser arrestado. La revista antifascista Searchlight afirmó que Fiore trabajaba para el Servicio Secreto de Inteligencia. La alegación de que trabajaba para el MI6 también se formuló en el párrafo 2.12.11 del Informe elaborado en nombre de la Comisión de Investigación sobre Racismo y Xenofobia del Parlamento Europeo de 1991 (Informe Ford).
En general, se considera que Fiore es un líder neofascista. En Reino Unido, Fiore se hizo amigo cercano de Nick Griffin, compartiendo piso con él. En 2008, Fiore dirigía una escuela de idiomas llamada CL English Language.
Desde entonces, Fiore regresó a Italia y está activo en la política como líder del partido nacionalista Fuerza Nueva, una de las partes constituyentes de Alternativa Social. El partido Fuerza Nueva ha sido definido como "formación nazi-fascista" por dos veredictos del Tribunal de Casación.
En 2008 se incorporó como ponente en el identitario Festival Nórdico (Nordiska Festivalen) en Suecia donde habló sobre la identidad europea. Participó en Budapest el 23 de octubre de 2008 en las conmemoraciones de la insurrección húngara contra el control de la Unión Soviética en 1956, por invitación del movimiento de extrema derecha húngaro HVIM. También ocupó el escaño en el Parlamento Europeo que dejó vacante Alessandra Mussolini. En 2009 pronunció un discurso en el Festival Rojo, Blanco y Azul del Partido Nacional Británico.
En marzo de 2011 encabezó las manifestaciones de Fuerza Nueva contra la reciente oleada de inmigrantes a la isla de Lampedusa, afirmando que: "La población local ahora nos pide que ayudemos a asegurar las playas, y si el Gobierno sigue incumpliendo su deber de proteger el personas, y también la integridad territorial de Italia y Europa, asumiremos ese desafío ".
Desde 2004 hasta 2009, Fiore fue secretario general del Frente Nacional Europeo. Desde 2015 es presidente del partido político europeo Alianza por la Paz y la Libertad.